# 台中系統交流道
台中系統交流道位於臺灣臺中市神岡區，國道一號里程165.5公里、國道四號里程11.7公里處。交流道型式為雙葉型，國道四號左轉往國道一號均以環道設計連接。
|  | 165 台中系統 |  | 清水 豐原 |
|  | 11 台中系統  |  | 后里 台中 |

## 外部連結
- 國道一號台中系統交流道示意圖 （页面存档备份，存于）（交通部高速公路局）